# Anisozyga polyglena
Anisozyga polyglena là một loài bướm đêm trong họ Geometridae.